# Карасик Олександр Іванович
Олекса́ндр Іва́нович Кара́сик (28 лютого 1967 — 27 серпня 2014) — молодший сержант 92-ї окремої механізованої бригади Збройних сил України, учасник російсько-української війни.

## Бойовий шлях
Народився 1967 року в селі Кислівка (Куп'янський район, Харківська область). Пройшов строкову військову службу в лавах Збройних Сил СРСР. Створив родину; виховували доньку.
В часі війни мобілізований, командир відділення, 92-а окрема механізована бригада.
Загинув 27 серпня 2014 року внаслідок нещасного випадку під час руху ротно-тактичної групи 92-ї окремої механізованої бригади на допомогу військам, оточеним під Іловайськом. Пізніше група була обстріляна російською артилерією та ДРГ. Тоді полягли солдат Сергій Бризгайло, сержант Юрій Безщотний, солдат Андрій Деребченко, молодший сержант Олексій Карпенко, молодший сержант Василь Лепетюха, сержант Сергій Чорний, майор Ігор Романцов, та іще один військовик 92-ї бригади, особа якого станом на липень 2015-го не встановлена.
Вивезений з поля бою побратимами. Похований в селі Світанок.
Без Олександра лишилися дружина та донька 1999 р.н.

## Нагороди
За особисту мужність і героїзм, виявлені у захисті державного суверенітету та територіальної цілісності України, вірність військовій присязі під час російсько-української війни, відзначений — нагороджений
- орденом «За мужність» III ступеня (посмертно)
- Його портрет розміщений на меморіалі «Стіна пам'яті полеглих за Україну» у Києві: секція 3, ряд 3, місце 24
- Вшановується 28 серпня на щоденному ранковому церемоніалі вшанування українських захисників, які загинули цього дня у різні роки внаслідок російської збройної агресії[1]
- в травні 2015 року у Куп'янську відкрили дошку пам'яті на честь загиблих жителів міста — серед них і Олександр Карасик